# La prof connaît la musique
Pour plus de détails, voir Fiche technique et Distribution.
La prof connaît la musique (L'insegnante viene a casa) est une comédie érotique franco-italienne réalisée par Michele Massimo Tarantini et sortie en 1978.
Ce film fait suite à La prof donne des leçons particulières et La Prof et les Cancres.

## Synopsis
Luisa De Dominicis, jeune et séduisante professeur de piano, loue un appartement à Lucques en Toscane pour se rapprocher de son fiancé, le conseiller Ferdinando Bonci Marinotti, qui lui a caché qu'il était déjà marié. Luisa, qui ne se doute de rien, espère se marier au plus vite avec Ferdinando et le sollicite avec insistance. Ferdinand, lui, veut éviter un scandale pour sa carrière politique et un éventuel divorce, et continue de mentir.
Dans l'immeuble où loge Luisa, plusieurs hommes, surpris par son comportement décomplexé, la prennent pour une prostituée et tentent, sous divers prétextes et subterfuges, de s'introduire chez elle et de profiter d'elle. Le seul qui réussit à la détourner de Ferdinando est Marcello, le fils du docteur Busatti. Finalement, Luisa tombe amoureuse de Marcello, car elle se rend compte qu'il y a plus entre eux qu'une simple attirance physique.

## Fiche technique
- Titre original : L'insegnante viene a casa[2],[3]
- Titre français : La prof connaît la musique[4]
- Réalisation : Michele Massimo Tarantini
- Scénario : Marino Onorati, Michele Massimo Tarantini, Francesco Milizia, Jean Louis, Luciano Martino
- Photographie : Giancarlo Ferrando (it)
- Montage : Alberto Moriani (it)
- Musique : Franco Campanino
- Décors : Elio Micheli
- Production : Luciano Martino
- Société de production : Devon film, Medusa Film, Les Films Jacques Leitienne
- Pays d'origine :  Italie -  France
- Langue originale : italien
- Format : couleur - 1,85:1 - Son mono
- Genre : comédie érotique italienne
- Durée : 90 minutes
- Dates de sortie : 
  - Italie : 28 novembre 1978
  - France : 23 mai 1979[4]

## Distribution
- Edwige Fenech : Luisa De Dominicis
- Renzo Montagnani : Ferdinando Bonci Marinotti
- Alvaro Vitali : Ottavio
- Marco Gelardini : Marcello Busatti
- Carlo Sposito : Colonel Marullo
- Dino Emanuelli : Colonel Pesce
- Gisella Sofio : Teresa Busatti
- Lucio Montanaro : Roberto Marullo
- Clara Colosimo : La femme du colonel Marullo
- Jacques Stany : le collègue de Ferdinando
- Gianfranco Barra : Docteur Busatti
- Lino Banfi : le porteur Amedeo
- Ria De Simone : Mme Bonci Marinotti
- Mirella Baiocco : La fille du colonel Marullo
- Milly Corinaldi : femme du collègue de Ferdinando
- Adriana Facchetti : servante de la maison Busatti
- Alessandra Vazzoler : femme d'Amedeo
- Jimmy il Fenomeno : patient du docteur Busatti
- Alfredo Adami : le mari romantique